# Neoitamus mistipes
Neoitamus mistipes là một loài ruồi trong họ Asilidae. Neoitamus mistipes được Macquart miêu tả năm 1850.